# ماهی‌های شالیزاری
ماهی‌های شالیزاری یا دانیو (نام علمی: Danio) نام یک سرده از خانواده کپورماهیان است. بیشتر گونه‌ها تا کمتر از ۵ سانتیمتر رشد می‌کنند و معمولاً علاقه به شنا در سطح آب هستند. چند گونه از آنها مانند دانیوی سبیل دار (دانگیلا) و دانیوی غول پیکر می‌توانند تا ۱۲ سانتیمتر رشد کنند. دانیوها فوق‌العاده مقاوم هستند و طیف وسیعی از دما و شیمی آب را تحمل می‌کنند. آنها ماهی‌های بسیار خوبی برای مبتدیان و آکواریوم‌های تازه راه‌اندازی شده هستند. آن‌ها تا حدی فعال هستند، اما به ندرت باعث آسیب به ماهی‌های دیگر می‌شوند. چندین نوع رنگ و نسخه‌های باله بلند از طریق پرورش انتخابی ایجاد شده‌است. دانیو ابر سفید کوهستان نیز در گروه دانیو قرار می‌گیرد زیرا ماهیانی نزدیک به هم هستند که از همان منطقه می‌آیند و نیازهای آکواریومی یکسانی دارند.

## زیستگاه طبیعی دانیو
دانیوها بومی جنوب و جنوب شرقی آسیا هستند. زیستگاه آنها از نهرهای با جریان سریع گرفته تا استخرهای آرام و مزارع برنج است. در سال‌های اخیر، تعدادی گونه جدید در مناطق دورافتاده میانمار (برمه) کشف شده و به دنیای آکواریوم معرفی شده‌اند.

## آب مورد نیاز برای دانیوها
اکثر دانیوها طیف وسیعی از شیمی و دمای آب را تحمل می‌کنند، که آنها را برای علاقه مندان مبتدی ماهی ایده‌آل می‌کند. درجه سختی (pH) باید بین ۷٫۰ و ۷٫۸، و سختی آب بین ۳ تا ۸ درجه و دما بین ۲۱٫۵ تا ۲۵ درجه سانتیگراد باشد. اگر آکواریوم در اتاق‌های زیر ۲۱ درجه نگهداری می‌شود، حتماً از بخاری آکواریوم استفاده کنید. دمای صحیح را حفظ کنید فیلتراسیون خوب را حفظ کنید و ۱۰ درصد آب را هر هفته یا ۲۵ درصد هر ۲ هفته یکبار سیفون و تعویض کنید. فراموش نکنید که قبل از پر کردن مخزن خود، آب را کلر زدایی کنید!

## آکواریم مناسب برای نگهداری
تانک‌های بلند با فضای شنای وسیع بهترین هستند. جریان قوی از فیلتر یا پمپ‌های گردشی اضافی به تشبیه زیستگاه رودخانه آنها کمک می‌کند. بیشتر دانیوها سطح زی هستند، بنابراین وجود گیاهان بلند یا گیاهانی که در بالا شناور هستند به آنها کمک می‌کند تا احساس کنند در خانه هستند و استرس کمتری خواهند داشت و در این شرایط بهترین رنگ‌های خود را در یک آکواریوم زیبا نشان می‌دهند. بهتر است دانیوها در دسته ای متشکل از حداقل ۶ عدد یا بیشتر نگهداری شوند. حتماً یک درپوش محکم روی آکواریوم بگذارید تا از بیرون پریدن آنها جلوگیری کنید.

## رفتار و سازگاری دانیوها
دانیوها همیشه در حال حرکت هستند و باید با ماهی‌های فعال دیگر نگهداری شوند. آنها ماهی‌هایی غیر تهاجمی بسیار فعال هستند. ماهی‌هایی که می‌توان به راحتی در کنار دانیوها نگهداری کرد شامل همه ماهی‌های کوچک و غیر تهاجمی مانند انواع تتراها، ماهی‌های زنده زا مانند مولی، پلاتی و گوپی و انواع رازبوراها یک انتخاب عالی برای همزیستی با آنها هستند.

## تغذیه دانیوها
بیشتر دانیوها همه چیز خوار هستند و با انواع غذاهای خشک و غذاهای منجمد و در زمان آماده‌سازی برای تخم ریزی از غذاهای زنده نیز می‌توان به عنوان کمک به القای تخم ریزی تغذیه کرد. برای بهترین نتیجه، رژیم غذایی خود را به‌طور روزانه تغییر دهید و فقط آنچه را که می‌توانند در کمتر از ۲ دقیقه مصرف کنند، تغذیه کنید.

## پرورش و تکثیر دانیوها
دانیوها را می‌توان در اسارت پرورش داد، اما برای پرورش از مرحله بچه ماهی تا بزرگسالی مراقبت بیشتری لازم است. آنها ماهی‌هایی هستند که به‌صورت پراکنده تخم ریزی می‌کنند و معمولاً به صورت گروهی تخم ریزی می‌کنند، با این حال، یک جفت نر و ماده نیز می‌تواند تولیدمثل کند. مانند بسیاری از ماهی‌ها، این احتمال وجود دارد که والدین تخم‌های خود را بعد از گذاشتن بخورند. اگر تخم‌ها از والدین جدا شوند، شانس زنده ماندن بچه‌ها افزایش می‌یابد.

## گونه
در حال حاضر ۲۷ گونه شناخته شده در این جنس وجود دارد:
- Danio absconditus S. O. Kullander & Britz, 2015[۲] (Black-barred danio)
- Danio aesculapii S. O. Kullander & F. Fang, 2009 (Panther danio)
- Danio albolineatus (Blyth, 1860) (Pearl danio)
- Danio annulosus S. O. Kullander, Rahman, Norén & Mollah, 2015[۳]
- Danio assamila S. O. Kullander, 2015[۴]
- Danio catenatus S. O. Kullander, 2015[۴]
- Danio choprae Hora, 1928[۵] (Glowlight danio)
- Danio concatenatus S. O. Kullander, 2015[۴]
- Danio dangila (F. Hamilton, 1822) (Moustached danio)
- Danio erythromicron (Annandale, 1918) (Emerald dwarf rasbora)
- Danio feegradei Hora, 1937[۲] (Yoma danio)
- Danio flagrans S. O. Kullander, 2012[۵]
- Danio htamanthinus S. O. Kullander & Norén, 2016[۶]
- Danio jaintianensis (N. Sen, 2007)
- Danio kerri H. M. Smith, 1931 (Blue danio)
- Danio kyathit F. Fang, 1998
- Danio margaritatus (T. R. Roberts, 2007) (Galaxy rasbora or celestial pearl danio)
- Danio meghalayensis N. Sen & S. C. Dey, 1985 (Meghalaya danio)
- Danio muongthanhensis Nguyen, 2001
- Danio nigrofasciatus (F. Day, 1870) (Spotted danio or dwarf danio)
- Danio quagga S. O. Kullander, T. Y. Liao & F. Fang, 2009
- Danio quangbinhensis Nguyen, Le & Nguyen, 1999
- Danio rerio (F. Hamilton, 1822) (Zebra danio or zebrafish)
- Danio roseus F. Fang & Kottelat, 2000 (Rose danio)
- Danio sysphigmatus S. O. Kullander, 2015[۴]
- Danio tinwini S. O. Kullander & F. Fang, 2009 (Gold-ring danio)
- Danio trangi Ngo, 2003